# لي هو جونغ (ممثلة)
لي هو جونغ (الكورية: 이호정؛ من مواليد 20 يناير 1997) هي ممثلة وعارضة أزياء كورية جنوبية. عرفت بأدوارها في الأعمال الدرامية مثل: مع ذلك (2021)، واغنية السيف (2023). ظهرت أيضًا في أفلام مثل الرهينة: المشاهير المفقودين وعداء منتصف الليل ومعركة جانجساري..

## الحياة الشخصية
أكملت لي دراستها الثانوية في مدرسة هانليم للفنون المتعددة وتخصصت في قسم عارضات الأزياء في عام 2013.

## فيلموغرافيا

### افلام
| عام  | عنوان                       | عنوان                 | الدور                   | ملاحظة    | ملاحظة        |
| عام  | العربي                      | الكوري                | الدور                   | ملاحظة    | ملاحظة        |
| ---- | --------------------------- | --------------------- | ----------------------- | --------- | ------------- |
| 2017 | منتصف الليل                 | 청년경                | لي يون جونغ             |           | [ 8 ]         |
| 2019 | معركة جانجساري              | 장사리: 잊혀진 영웅들 | مون جونغ نيون           |           | [ 9 ]         |
| 2020 | غير قابل للتغيير            | 얼굴없는 보스         | شين مي-يونغ شين مي-يونغ |           | [ 10 ]        |
| 2021 | الرهينة: المشاهير المفقودين | 인질                  | س سايت بيول             |           | [ 11 ] [ 12 ] |
| 2023 | جرو قلبي                    | 멍뭉이                | اون وو                  | دور كاميو | [ 13 ]        |

### مسلسلات تلفزيونية
| عام  | عنوان                           | عنوان                   | الدور         | ملاحظة     | مراجع  |
| عام  | العربي                          | الكوري                  | الدور         | ملاحظة     | مراجع  |
| ---- | ------------------------------- | ----------------------- | ------------- | ---------- | ------ |
| 2016 | أحباء القمر - القلب القرمزي ريو | 달의 연인 - 보보경심 려 | اي را         | (الحلقة 1) | [ 14 ] |
| 2016 | ضوء الليل                       | 불야성                  | سون ما ري     |            | [ 15 ] |
| 2018 | دعوني أقدمها لكم                | 그녀로 말할 것 같으면   | لي هيون سو    |            | [ 16 ] |
| 2021 | مع ذلك                          | 알고있지만              | يون سول       |            | [ 17 ] |
| 2022 | جلب النحس في البداية            | 징크스의 연인           | جو جانغ كيونغ |            | [ 18 ] |

### سلسلة ويب
| عام  | عنوان       | عنوان             | الدور       | ملاحظة    | المراجع       |
| عام  | العربي      | الكوري            | الدور       | ملاحظة    | المراجع       |
| ---- | ----------- | ----------------- | ----------- | --------- | ------------- |
| 2018 | سنزهر للأبد | 이런 꽃 같은 엔딩 | هان سو-يونغ |           | [ 19 ] [ 20 ] |
| 2023 | الانتقال    | 무빙              | يانغ سي-اون | ظهور بسيط | [ 21 ]        |
| 2023 | أغنية السيف | 도적: 칼의 소리   | اوم نيون-يي |           | [ 22 ]        |

## روابط خارجية
كيم هو-جونغ على موقع IMDb (الإنجليزية)
- كيم هو-جونغ على موقع قاعدة بيانات الفيلم (الإنجليزية)